# Sultan sa Barongis
Sultan sa Barongis (Bayan ng Sultan sa Barongis) är en kommun i Filippinerna. Kommunen ligger på ön Mindanao, och tillhör provinsen Maguindanao. Folkmängden uppgår till 34 709 invånare.
Sultan sa Barongis är indelat i 12 barangayer.